# Бандерильеро

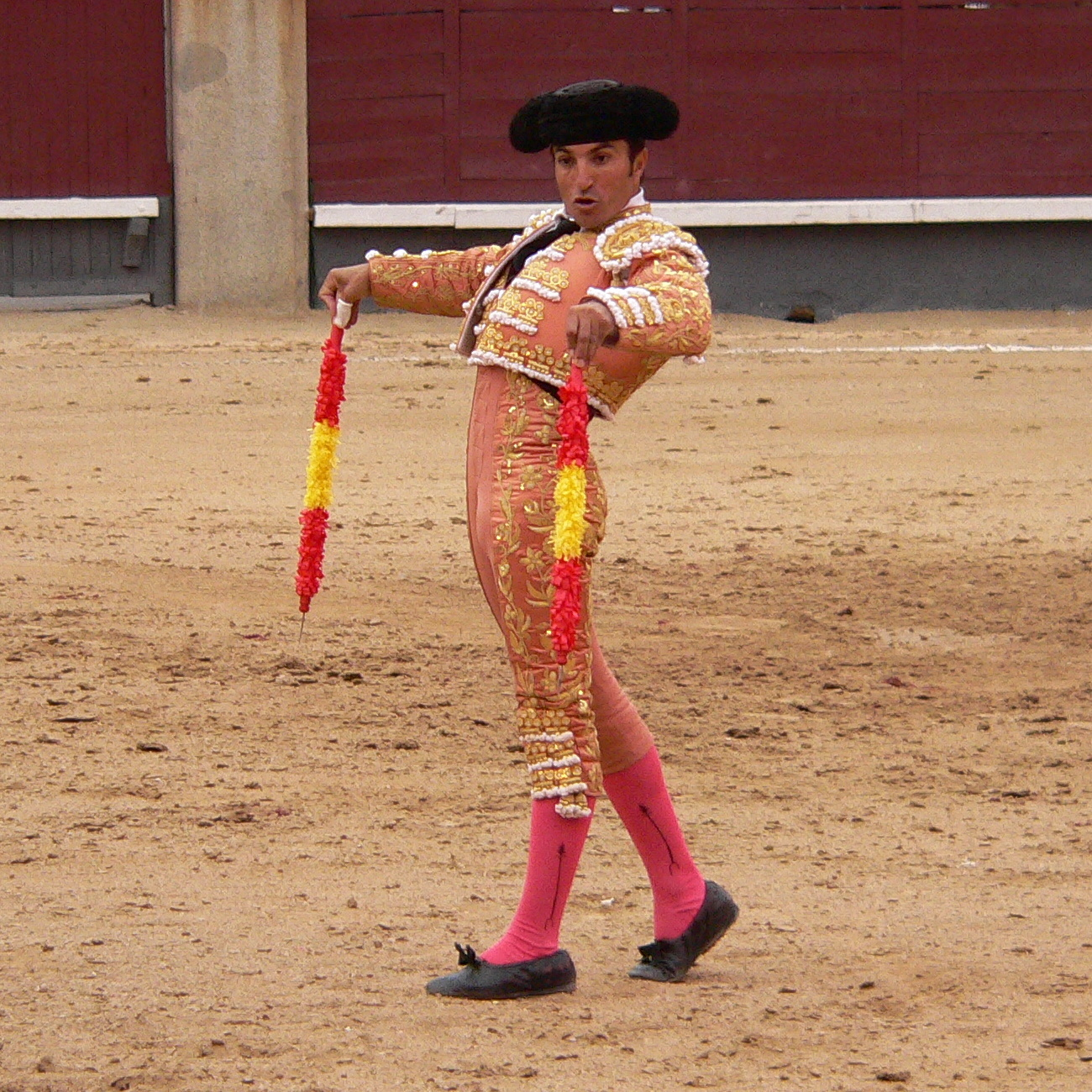
Бандерильеро

Бандерилье́ро (исп. banderillero, порт. bandarilheiro) — участник корриды, выступающий во второй терции зрелища. Его цель — воткнуть в тело быка пару небольших копий (бандерилий), заострённых наподобие гарпуна. Слово banderilla — уменьшительное от bandera (знамя) — бандерильи украшены, как правило, цветами флагов Испании или Андалусии. Бандерильи, которые остаются в теле животного, также называют «увеселителями» (поскольку их основная функция — «развеселить» быка, не отнимая у него сил, если этого специально не требуется). До XVIII века их втыкали по одной в любой момент корриды, но затем их начали помещать попарно три раза.
В каждой квадрилье есть три бандерильеро, обычно двое из них подходят к быку в общей сложности три раза с парой бандерилий. Таким образом каждый из бандерильеро к концу корриды делает два подхода. Существует множество приёмов работы с бандерильями. Основные из них:
- Al Cuarteo — один из самых часто употребляемых способов. Бык становится на полосе пикадоров и человек — напротив него. Когда бык срывается с места, бандерильеро выходит ему навстречу, описывая полукруг, доходя до соединения — момент, когда должна воткнуться пара бандерилий.
- Al Quiebro — человек становится напротив быка (на окраине или в центре арены), провоцирует быка атаковать и ждёт его, держа ноги вместе. Чуть раньше до подхода быка он выставляет ногу и наклоняет тело в ту сторону, куда он хочет провести быка, и, когда тот склоняется, бандерильеро принимает свою первоначальную позу и втыкает бандерильи.
- De Frente — одна из разновидностей Al Cuarteo, в которой бандерильеро идёт навстречу быку, стараясь пройти минимальное расстояние.
- De Dentro a Fuera — бандерильеро наносит удар изнутри, то есть проходя между ограждением арены и быком. Этот приём достаточно опасен.

Если бык отказывается нападать на бандерильеро, могут быть использованы «banderillas negras» (черные бандерильи), которые тяжелее, длиннее и с зубцами больше обычных. Это считается позорным для хозяина быка, однако в наше время черные бандерильи используются крайне редко.